# Okręgowa Delegatura Rządu Warszawa-miasto
Okręgowa Delegatura Rządu Warszawa-Miasto kryptonim: Corona, Korona, Mury, Twierdza – terenowa struktura Delegatury Rządu na Kraj.
Delegat – Marceli Porowski ps. Mazowiecki, Sowa, Wolski (od 1944 SP);
Zastępcy delegata – Stefan Zbrożyna ps. Ambroży (PPS), Antoni Chaciński, Henryk Karol Patzer ps. Karol (od 1941 SN), Marcin Wasyluk ps. M.Bielski, Stanisław Kowalewski.
- Państwowy Korpus Bezpieczeństwa - Bronisław Chajęcki ps. Maciej Boryna, Boryna;
- Kierownictwo Walki Cywilnej - Eustachy Krak ps. Zoi;

W czasie powstania warszawskiego Delegatura ujawniła się 1 sierpnia obejmując w urzędowanie ratusz, przy placu Teatralnym w Warszawie. Do osłony Delegata przydzielono oddział PKB pod dowództwem Włodzimierza Kozakiewicza ps. Barry. Od 5 sierpnia delegat przejął pełnię władzy cywilnej od Juliana Kulskiego. Do 22 sierpnia delegatura funkcjonowała na Starym Mieście, a następnie w Śródmieściu.
Zorganizowano rejonowe delegatury w poszczególnych dzielnicach:
- Rejonowa Delegatura Rządu Powiśle (od 3 do 9 sierpnia Komisariat Cywilny) – Konrad Sieniewicz ps. Sokołowski. Urzędowała przy ul. Tamka 46, a do połowy sierpnia przy ul. Kopernika 15. Działała do połowy września, do upadku Powiśla. Wydział propagandy wydawał pismo „Barykada Powiśla”.
- Rejonowa Delegatura Rządu II Śródmieście-Północ – Piotr Perkowski ps. dr Puławski. Urzędowała przy ul. Brackiej 23. Obejmowała tereny zajęte przez powstańców na wschód od ulicy Marszałkowskiej.
- Rejonowa Delegatura Rządu III Śródmieście-Północ – Józef Fabijański ps. Brzozowski. Urzędowała przy ul. Śliskiej 6/8, a następnie przy ul. Złotej 59. Obejmowała tereny zajęte przez powstańców na zachód od ulicy Marszałkowskiej.
- Rejonowa Delegatura Rządu IV Śródmieście Południe – Edward Quirini ps. Stanisław Kulesza.

Zorganizowano również Starostwo Grodzkie na Starym Mieście – Wacław Świdowski ps. Wik Sławski, oraz ekspozyturę Warszawa-Północ na Żoliborzu – Robert Froechlich ps. Góral. 
Na Mokotowie komisarzem do spraw ludności cywilnej był Antoni Hanebach ps. Antoni Gruby.